# Asilus flavipes
Asilus flavipes là một loài ruồi trong họ Asilidae. Asilus flavipes được Villers miêu tả năm 1789. Loài này phân bố ở vùng Cổ Bắc giới.